# Perbál, Pesta
Perbál  este un sat în districtul Budakesz, județul Pesta, Ungaria, având o populație de 2.005 locuitori (2011). 

## Demografie
Componența etnică a satului Perbál
     Maghiari (88,96%)
     Germani (8,24%)
     Slovaci (1,24%)
     Necunoscut (0,88%)
     Alții (0,67%)
Componența confesională a satului Perbál
     Romano-catolici (44,59%)
     Fără religie (16,71%)
     Reformați (7,38%)
     Atei (1,25%)
     Necunoscută (29,28%)
     Alte religii (1,7%)
Conform recensământului din 2011, satul Perbál avea 2.005 locuitori. Din punct de vedere etnic, majoritatea locuitorilor (88,96%) erau maghiari, existând și minorități de germani (8,24%) și slovaci (1,24%). Apartenența etnică nu este cunoscută în cazul a 0,88% din locuitori. Nu există o religie majoritară, locuitorii fiind romano-catolici (44,59%), persoane fără religie (16,71%), reformați (7,38%) și atei (1,25%). Pentru 29,28% din locuitori nu este cunoscută apartenența confesională.